# 2015 у Черкаській області
Стаття присвячена головним подіям Черкаської області у 2015 році.

## Ювілеї

### Видатних людей

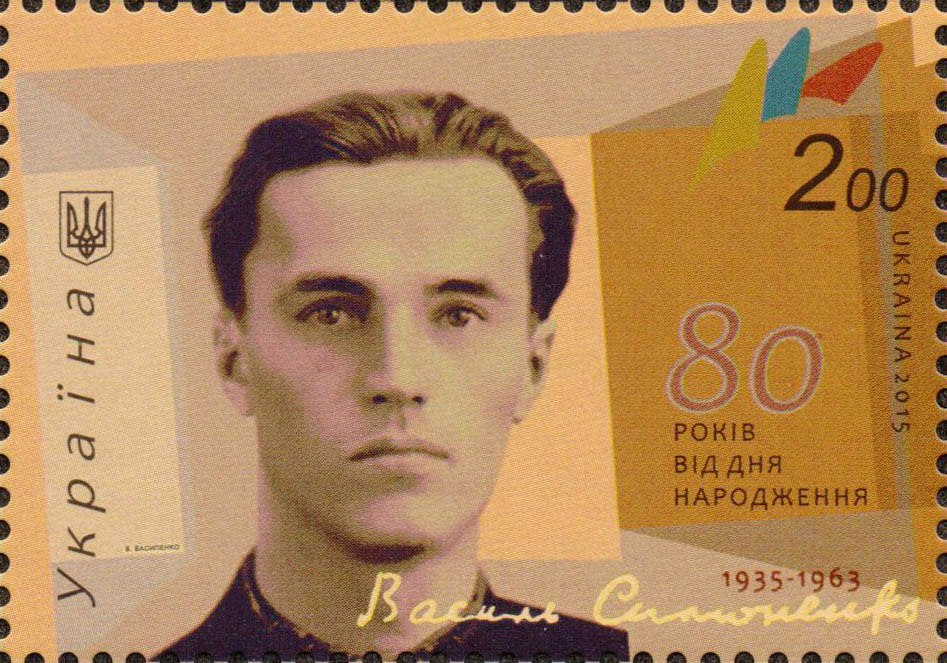
Поштова марка з нагоди 80-річчя В. Симоненка

- 8 січня — 80 років від дня народження Василя Симоненка (1935—1963), поета і журналіста. Укрпошта випустила пам'ятну марку з цієї нагоди. У м. Черкаси пройшли урочистості[1].

### Річниці заснування, утворення
- 11 червня — 60 років від створення Черкаської обласної філармонії,
- 28 червня — 70 років від створення Музею історії Корсунь-Шевченківської битви,
- 1 вересня — 50 років від відкриття будівлі Черкаського академічного обласного українського музично-драматичного театру імені Т. Г. Шевченка,
- 5 листопада — 50 років від початку роботи Черкаського тролейбуса,
- 14 грудня — 175 років від дня народження Михайла Старицького (1840—1904), письменника, театрального і культурного діяча,
- 50 років Будинку зв'язку у м. Черкаси,
- 50 років від часу створення Черкаського академічного театру ляльок,
- 50 років від відкриття Межиріцької стоянки.
- 21 липня — 20 років від створення Кам'янського державного історико-культурного заповідника

## Події
- 25—26 квітня — на Чигиринщині, у Холодному Яру відбулося 20-те за ліком вшанування героїв Холодного Яру, в яких взяли участь багато тисяч людей з різних куточків України. Серед них — Святійший Патріарх Київський і всієї Руси-України Філарет, представники влади, народні депутати, бійці зі Сходу України.[2]
- 19—23 травняу м. Черкаси відбувся І Всеукраїнський фестиваль телевізійних і радіопрограм «Кобзар єднає Україну». За перемогу у семи номінаціях та Гран-прі змагалось 56 телевізійних програм із 24 областей України і Києва та 43 радіопрограми із 21 області і столиці.[3]
- 4—8 червня у поблизу Черкас (біля с. Чапаївка) пройшов 13-й щорічний мотофестиваль «Тарасова Гора», на який зібралися близько 8 тисяч мотоциклістів із різних країн[4][5].
- 7 червня у м. Черкаси відбувся І Черкаський фестиваль кіно. У конкурсній програмі було представлено 8 фільмів.[6]
- 1 липня — масштабна пожежа у будівлі Черкаського обласного музично-драматичного театру. Її ліквідовували понад 200 рятувальників. У результаті пожежі глядацька зала вигоріла повністю, реквізит не постраждав.[7].
- 3—5 липня у Холодному Яру, біля с. Грушківка відбувся І Всеукраїнський Фестиваль нескореної нації «Холодний Яр», на який зібралося близько двох тисяч людей з різних куточків України[8].
- 31 липня—2 серпня у м. Черкаси пройшов 3-й Міжнародний мотофестиваль «Дорога на Січ», на який зібралися байкери з різних країн[9].
- 22—23 серпня у с. Моринці на Звенигородщині пройшов 2-й Всеукраїнський молодіжний фестиваль Тараса Шевченка Ше.Fest. У програмі заходів: музичні та театральні виступи, кінопокази, просвітницькі лекції, літературні читання, майстер-класи народних ремесел, ярмарки тощо. Фестиваль відвідали близько 2-4 тисяч людей.[10]
- 15 вересня — на святкування єврейського нового року Рош Гашана в Умань прибуло понад 30 тис. хасидів із різних країн[11].
- 18 вересня у м. Київ пройшов І Черкаський міжнародний інвестиційний форум. Він зібрав понад сотню учасників — підприємців, інвесторів, представників міжнародних інституцій та ін.[12]
- 25 жовтня:
  - Вибори до Черкаської обласної ради, що відбулися за пропорційною системою, в якій кандидати закріплені за 84 виборчими округами. Обрано 84 депутати, найбільше голосів отримали провладні кандидати (Блок Петра Порошенка «Солідарність»)[13].
  - У ході місцевих виборів в Україні обрано депутатів Черкаської міської ради у складі 42 осіб. Найбільше голосів отримали представники Партії вільних демократів[14].
  - Перший тур виборів мера м. Черкаси. За їх результатами у другий тур пройшли Сергій Одарич і Анатолій Бондаренко.
  - Мером м. Умань обрано Олександра Цебрія[15].
- 15 листопада — мером м. Черкаси обрано Анатолія Бондаренка[16].
- 20 листопада головою Черкаської обласної ради обрано Олександра Вельбівця[17].
- 14 грудня — з нагоди 175 річчя від дня народження Михайла Старицького у с. Кліщинці на Чорнобаївщині відбулися урочистості, відкрито літературно-меморіальний музей.[18]

### Інші події
На території області зафіксовано випадок загибелі свиней від африканської чуми свиней — 4 листопада у селі Хутори Черкаського району, у підсобному господарстві Черкаської виправної колонії № 62;

### Спортивні події
- 5—7 червня у м. Черкаси проходили спортивні змагання із вітрильного спорту Кубок Кременчуцького водосховища.
- Черкаський Дніпро у другій лізі Чемпіонату України з футболу 2014—2015 та посів 1-ше місце та забезпечив собі перехід до першої ліги наступного року.
- В Українській баскетбольній суперлізі сезону 2014—2015 Черкаські мавпи посіли 5-те місце[20].
- У Чемпіонаті Черкаської області з футболу 2015 року перемогла команда «УТК-Ятрань» (Уманський район), на другому місці — «Уманьферммаш» (м. Умань), на третьому — «Ретро» (м. Ватутіне).

## Нагороджено, відзначено

### Державні нагороди
- 18 лютого — Шаптала Сергій Олександрович, уродженець с. Головківка Смілянського району, полковник ЗСУ, удостоєний звання Герой України з врученням ордена «Золота Зірка».[21]

### Конкурси, премії
- Лауреатами Всеукраїнської літературної премії імені Василя Симоненка стали: у номінації «За кращу першу поетичну збірку» — Олександр Кучеренко (Олександр Обрій) (Южноукраїнськ), збірка поезій «Абетка юності»; у номінації «За кращий художній твір» — Микола Шамрай (Пекарі Канівського району), збірка поезій «Клятва грому»[22].
- Лауреатом Літературної премії імені Тодося Осьмачки став Василь Горбатюк за художньо-документальний роман «Слово і меч»[23].
- Лауреатом обласної Краєзнавчої премії імені Михайла Максимовича став Ф. Ф. Білецький за книгу «Розкажи мені, Тікичу… Буки від давніх часів до сьогодення»[24]

## Померли
- 23 лютого — Руденко Андрон Пилипович, радянський український військовик, кавалер 4-х медалей «За відвагу», Почесний громадянин міста Городища.
- 19 вересня — Капралов Геннадій Іванович, український політик, двічі голова Черкаської обласної ради.

### Загиблі під часросійсько-української війни
- 6 січня — Терещенко Володимир Григорович, нагороджено Орденом Богдана Хмельницького ІІІ ст.,
- 8 січня — Попик Сергій Іванович, нагороджено Орденом Богдана Хмельницького ІІІ ст.,
- 11 січня — Петрушенко Андрій Сергійович, нагороджено Орденом «За мужність» ІІІ ст.,
- 17 січня — Лисенко В'ячеслав Олексійович, нагороджено Орденом Богдана Хмельницького ІІІ ст.,
- 18 січня — Пресняков Максим Сергійович, нагороджено Орденом Богдана Хмельницького ІІІ ст.,
- 19 січня — Панченко Олексій Анатолійович, нагороджено Орденом «За мужність» ІІІ ст.,
- 20 січня у боях за Донецький аеропорт:
  - Миронюк Андрій Миколайович, нагороджено Орденом «За мужність» ІІІ ст.,
  - Кондратюк Олександр Іванович, нагороджено Орденом Богдана Хмельницького ІІІ ст.,
  - Чупилка Анатолій Михайлович, нагороджено Орденом «За мужність» ІІІ ст.,
  - Загуба Володимир Миколайович, нагороджено Орденом «За мужність» ІІІ ст.,
  - Алексейчук Владислав Володимирович, нагороджено Орденом «За мужність» ІІІ ст.,
- 24 січня — Шевцов Олександр Михайлович, нагороджено Орденом «За мужність» ІІІ ст.,
- 26 січня — Гага В'ячеслав Олегович, нагороджено Орденом «За мужність» ІІ ст.,
- 30 січня — Бойко Ігор Дмитрович, нагороджено Орденом «За мужність» ІІІ ст.,
- 31 січня:
  - Бобуров Руслан Юрійович, нагороджено Орденом «За мужність» ІІІ ст.,
  - Воропай Василь Васильович, нагороджено Орденом «За мужність» ІІІ ст.,
  - Антоненко Павло Леонідович, нагороджено Орденом «За мужність» ІІІ ст.,
- 6 лютого у боях за Дебальцеве:
  - Слонський Анатолій Володимирович, нагороджено Орденом «За мужність» ІІІ ст.,
  - Ткаченко Василь Антонович, нагороджено Орденом «За мужність» ІІІ ст.,
  - Нищик Руслан Петрович, нагороджено Орденом «За мужність» ІІІ ст.,
  - Вергай Віталій Миколайович, нагороджено Орденом «За мужність» ІІІ ст.,
- 7 лютого у боях за Дебальцеве:
  - Кравченко Віталій Олегович, нагороджено Орденом «За мужність» ІІІ ст.,
  - Клочан Олександр Вікторович, нагороджено Орденом «За мужність» ІІІ ст.,
- 8 лютого:
  - Арабський Віктор Романович, нагороджено Орденом «За мужність» ІІІ ст.,
  - Чумак Віталій Миколайович, нагороджено Орденом «За мужність» ІІІ ст.,
- 9 лютого — Бердес Олександр Миколайович, нагороджено Орденом «За мужність» ІІІ ст.,
- 11 лютого — Коваль Олег Миколайович, нагороджено Орденом Богдана Хмельницького ІІІ ст.,
- 12 лютого — Поліщук Анатолій Олександрович, нагороджено Орденом «За мужність» ІІІ ст.,
- 14 лютого — Топіха Андрій Олександрович, нагороджено Орденом «За мужність» ІІІ ст.,
- 16 лютого:
  - Гаврилюк Сергій Вікторович, нагороджено Орденом «За мужність» ІІІ ст.,
  - Стукало Олег Юрійович, нагороджено Орденом Богдана Хмельницького ІІІ ст.,
  - Щербина Ігор Іванович, нагороджено Орденом Богдана Хмельницького ІІІ ст.,
- 17 лютого:
  - Синчак Анатолій Анатолійович, нагороджено Орденом «За мужність» ІІІ ст.,
  - Хорошковський В'ячеслав Дмитрович, нагороджено Орденом «За мужність» ІІІ ст.,
- 18 лютого:
  - Амброс Сергій Сергійович, нагороджено Орденом «За мужність» ІІІ ст.,
  - Белима Микола Григорович, нагороджено Орденом «За мужність» ІІІ ст.,
  - Гриценко Василь Миколайович, нагороджено Орденом «За мужність» ІІІ ст.,
- 19 лютого — Горбенко Андрій Степанович, нагороджено Орденом «За мужність» ІІІ ст.,
- 3 березня — Кізім Петро Анатолійович, нагороджено Орденом «За мужність» ІІІ ст.,
- 11 березня — Яременко Ярослав Дмитрович,
- 28 березня — Дяченко Олег Вікторович,
- 25 травня — Шлямар Ігор Олександрович, нагороджено Орденом «За мужність» ІІІ ст.,
- 31 травня — Федоренко Михайло Володимирович,
- 10 червня — Пеньков Валентин Іванович, нагороджено Орденом «За мужність» ІІІ ст.,
- 30 червня — Пономаренко Дмитро Борисович, нагороджено Орденом «За мужність» ІІІ ст.,
- 9 липня — Олійник Володимир Юрійович, нагороджено Орденом «За мужність» ІІІ ст.,
- 12 липня — Шуклін Володимир Юрійович,
- 21 липня — Перцев Олександр Володимирович,
- 24 липня — Цуркан Василь Андрійович,
- 31 липня — Мариненко Максим Петрович,
- 5 серпня — Шаповал Олександр Сергійович, нагороджено Орденом Богдана Хмельницького III ступеня
- 9 серпня — Іванченко Євген Миколайович, нагороджено Орденом «За мужність» ІІІ ст.,
- 18 серпня — Чалий Ярослав Михайлович, нагороджено Орденом Богдана Хмельницького ІІІ ст.,
- 22 серпня — Пасічнюк Сергій Володимирович, нагороджено Орденом «За мужність» ІІІ ст.,
- 12 вересня — Бородулін Олександр Юрійович,
- 29 жовтня — Майоренко Станіслав Олексійович, нагороджено Орденом «За мужність» ІІІ ст.,
- 22 грудня — Холодняк Віталій Миколайович.

## Створено, засновано

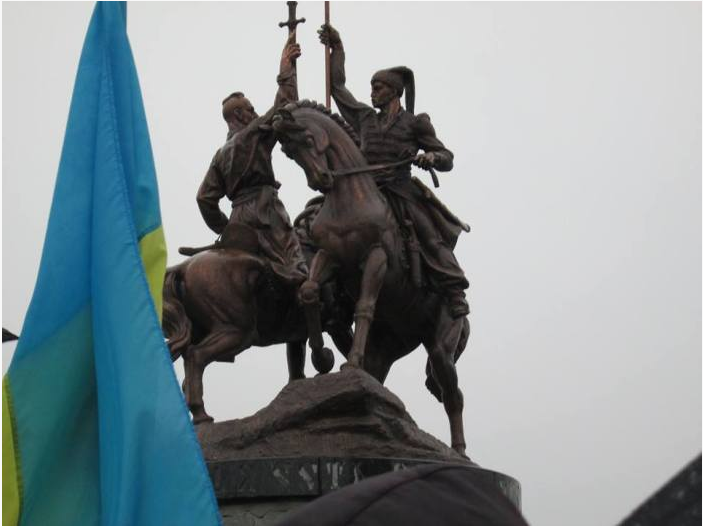
Пам'ятник Залізняку і Гонті

- 21 листопада — у м. Умань встановлено пам'ятник Залізняку і Гонті.

### Об'єкти природно-заповідного фонду
- Парк-пам'ятка садово-паркового мистецтва місцевого значення Сквер на площі 700-річчя міста (м. Черкаси),
- Парк-пам'ятка садово-паркового мистецтва місцевого значення Дитячий парк (м. Звенигородка),
- Комплексна пам'ятка природи місцевого значення «Тарасові явори» (Лисянський район).

## Зникли
- 26 липня у с. Чорнявка (Черкаський район) згоріла будівля дерев'яної Церкви Св. Петра і Павла, пам'ятка архітектури, 1880 року.[25]